# Narol
Narol (ukrajinsky Наріль, Naril’) je město v Polsku v Podkarpatském vojvodství v okrese Lubaczów. Je sídlem stejnojmenné městsko-vesnické gminy a lokálním centrem obchodu a služeb. V roce 2024 zde žilo 1 979 obyvatel.

## Poloha
Narol leží ve východní části vysočiny Roztocze na řece Tanew v nejvýchodnějším cípu Podkarpatského vojvodství. Polsko-ukrajinská státní hranice probíhá z jihozápadu na severovýchod asi 18 kilometrů jihovýchodně od Narolu. Městem prochází silnice č. 865 Jarosław – Oleszyce – Cieszanów – Narol – Bełżec.
Rozloha gminy je 203,4 km² a je co do velikosti v okrese Lubaczów na druhém místě za gminou Cieszanów.

## Historie
Území, kde leží dnešní město, vlastnil rod Belzecki. Koncem 15. století jej získal rod Marcinkowski. Narol nesl původně název Florianów, podle Floriana Laszcze Nieledowského, který jej v roce 1596 založil. Město Narol vzkvétalo zejména díky obchodu s Gdaňskem.
Kozácká armáda Bohdana Chmelnického zaútočila na město při svém tažení na Zamość. Po několikadenním obléhání bylo město obsazeno a do základů vypáleno. Při bojích zahynulo asi dvacet tisíc lidí, mezi nimi i majitel města, Florian Washch. Na západ od původního bylo vybudováno město nové. Protože vzniklo na poli polsky na roli, získalo nové osídlení název Narol. Poblíž něj v roce 1672 svedl velký hejtman Jan Sobieski vítěznou bitvu s Tatary. Později se Sobieski stal polským králem.
V 17. století byl Narol součástí majetků rodu Silnických, poté Potockých, v polovině 18. století patřil Antoniovi Dziewałtowskému, od roku 1753 do 1876 rodu Łoś, poté Puzynům a ve 20. století rodině Korytowských.
V rámci meziválečné správní reformy ztratil Narol status města, získal jej zpět až v roce 1996. V letech 1975–1998 Narol administrativně náležel do přemyšlského vojvodství.

### Palác hraběte Łoś
V roce 1758 se vlastníkem města stal hrabě Felix Anthony Łoś (1737–1804). Postavil zde manufakturu a školu, v roce 1776, započal stavbu paláce ve tvaru podkovy, kterou měl jeho rod ve svém erbu.
Poblíž paláce byla založena italská zahrada. Hrabě Łoś byl náruživým sběratelem starých písemností, korespondence a manuskriptů, ale i výtvarných děl italských a holandských mistrů. Nashromáždil jednu z největších knihoven své doby v Polsku. Založil divadelní a hudební školu pro děti z bohatších vrstev, umístěna byla přímo v jeho paláci. Ten byl považován za jeden z nejkrásnějších v celé zemi. Po smrti hraběte byla většina sbírek ztracena, přičemž větší část knihovny skončila v rukou hraběte Jacoba Potockého. V roce 1935 byly knihy věnovány veřejné knihovně ve Varšavě.
Během Listopadového povstání v roce 1863 byl palác vypálen rakouskou armádou. Další vlastník, Julian Puzyna, budovu přestavěl, ale během první světové války, kdy byl Narol opět zničen a vypálen, byly cenné předměty z paláce odvezeny ruskou carskou armádou. Posledním majitelem panství i paláce byla Jadwiga Korytowska. Částečně palác přestavěla a vlastnila jej až do září 1939. Během druhé světové války zde sídlila malá jednotka německého Wehrmachtu.
Po druhé světové válce palác vyrabovali a poškodili vojáci Rudé armády. Panství bylo znárodněno a půda byla komunistickou vládou rozdělena mezi „Národní pozemkový fond“, „Státní lesy“ a „Státní statky“ (polsky Państwowe gospodarstwo rolne, PGR). Ty využívaly budovy ke skladování zemědělských hnojiv. PGR bylo včleněno do státního kombinátu „IGLOOPOL“ (Kombinat Rolno-Przemysłowy „IGLOOPOL” Dębica). Po krachu firmy IGLOOPOL majetek převzala „Národní zemědělská agentura“.
V roce 1995 se palác s okolím stal opět soukromým majetkem. Patří nadaci „Pro Academia Narolense“, založené za účelem jeho obnovy.

## Gmina
K městsko-vesnické gmině se sídlem v Narolu patří kromě města dalších 15 obcí se starostenstvími:
- Chlewiska
- Dębiny
- Huta Różaniecka
- Huta-Złomy
- Jędrzejówka
- Kadłubiska
- Lipie
- Lipsko
- Łówcza
- Łukawica
- Narol-Wieś
- Płazów
- Podlesina
- Ruda Różaniecka
- Wola Wielka

Dalšími obcemi jsou Bieniaszówka, Piła, Stara Huta a Złomy Ruskie.

## Galerie

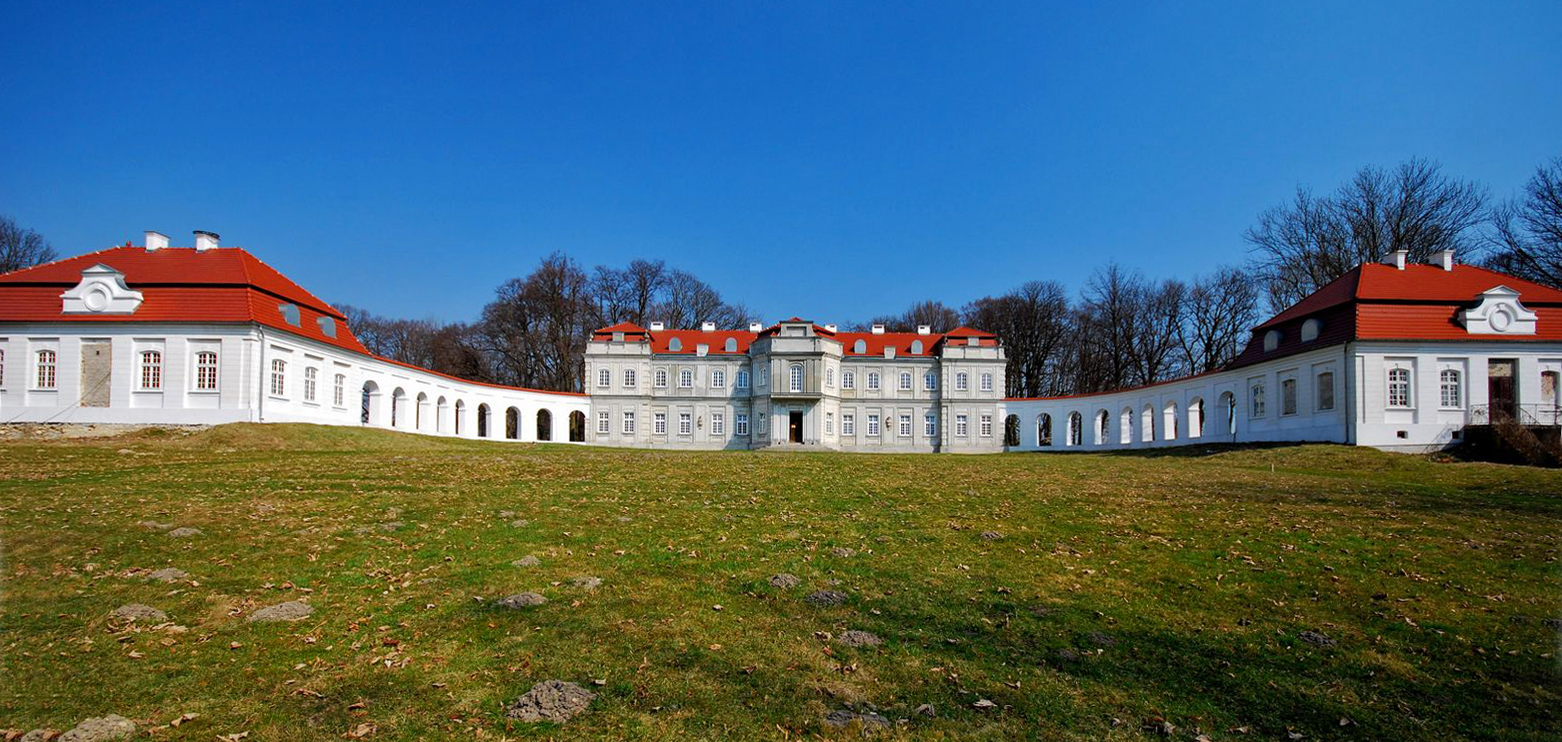
Palác
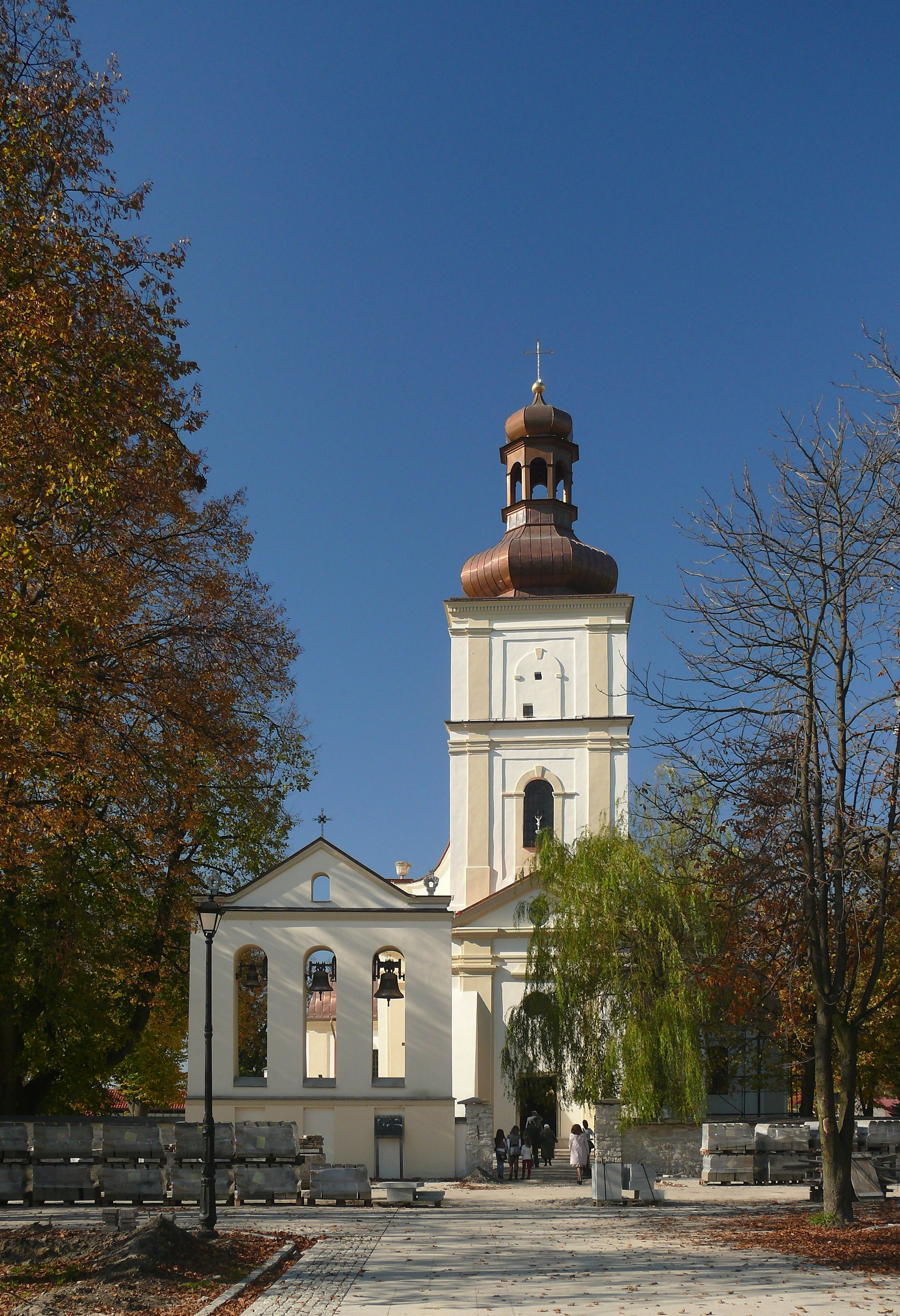
Farní kostel
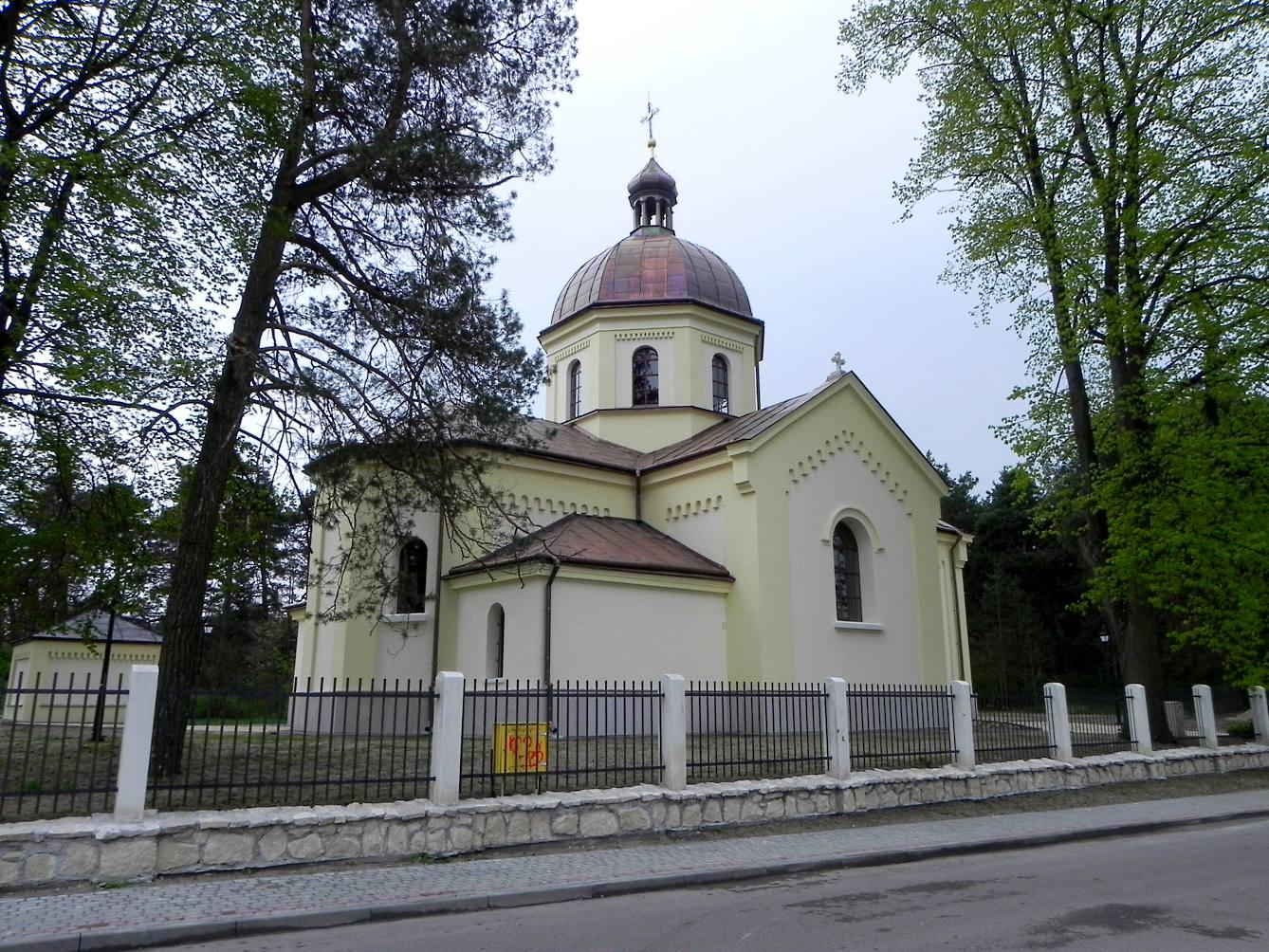
Řeckokatolický kostel